# Кафедральный собор Гаваны
Кафедральный собор Гаваны или Собор святого Христофо́ра (исп. Catedral de San Cristóbal de La Habana) — католический собор, расположен в Гаване, Куба. Собор святого Христофора — главный храм архиепархии святого Христофора, которую возглавляет кардинал Хайме Лукас Ортега и Аламино.
Собор находится в Старой Гаване на Пласа-де-ла-Сьенага (Болотной площади) и считается одним из лучших примеров колониального барокко. Здание сооружено из тёсаного камня, имеет квадратную форму с размерами 34 на 35 метров. Правая башня более широкая, чем та, что расположена слева. Эта особенность собора связана с тем, что на площади скапливалась вода, и чтобы она могла свободно уходить по улице, одна из башен была сделана узкой. Стены украшены копиями картин Рубенса и Мурильо, а также работами французского художника Батиста Веремея. На одной из стен находится скульптура Христа, распятого на кресте. Эта и другие скульптурные композиции, включая алтари, изготовлены в Риме итальянским скульптором Бианчини.
В 1796—1898 годах в соборе покоился прах Христофора Колумба.
Кубинскому писателю Алехо Карпентьеру принадлежат известные слова о соборе — «музыка в камне».